# Black or White
Black or White (з англ. — «Чорний або Білий») — перший сингл Майкла Джексона з його восьмого студійного альбому Dangerous. Він був випущений 11 листопада 1991 року на лейблі Epic Records. Пісня має кліп.
Композиція стала найуспішнішою з часів «Billie Jean». «Black or White» швидко зайняла перші місця у хіт-парадах багатьох країн. Також пісня отримала такі сертифікати: 2 срібних у Великій Британії та Франції; 3 золотих у Німеччині, Данії та Канаді; 2 платинових у Новій Зеландії та США.

## Історія створення та особливості композиції
Джексон почав роботу над піснею у 1989, одразу ж після виходу останнього синглу з альбому «Bad». Робота над «Black or White» велася аж до 1990 року (тобто, всього 1 рік).
«Black or White» — пісня помірного темпу, написана у тональності мі мажор.

## Музичне відео
14 листопада 1991 року на каналі MTV відбулася прем'єра кліпу на пісню. Кліп має 3 частини.

### 1 частина
Камера летить вище хмар і на екрані можна побачити напис «Black or White». Далі ми переміщуємось у будинок американської сім'ї. Тато дивиться футбол по телевізору, мама читає газету, а їхній син слухає гучну музику у його кімнаті. Тато підіймається у кімнату хлопчика і суворо наказує йому вимкнути музику і лягати спати. Він сильно закриває двері, з них падає картина Майкла Джексона. Хлопчик вирішує помститися. Він викочує у залу дві великі колонки, вибирає найгучніший режим і підключає електро-гітару. Син починає грати і кресло з татусем вилітає з дому, при цьому ламаючи дах.

### 2 частина
Починається музична частина кліпу. Татусь на кріслі приземлюється десь у Африці, де Майкл танцює з неандертальцями. Потім він біжить на сірий фон і починає співати. Під час пісні Джексон буває у різних місцях. Реп виконує хлопчик з 1 частини, який помстився батьку. Потім Майкл опиняється на вершині статуї Свободи. На цьому закінчується 2 частина.

### 3 частина
Початок фінальної частини. У студії Білл Ботрелл дякує всіх за роботу. Але тут з'являється чорна пантера. Вона йде у підвал, де перевтілюється у Джексона. Він виходить з підвалу на вулицю і починає ламати все, на чому є символи, пов'язані з Ку-Клукс-Кланом. Потім він знову перевтілюється у чорну пантеру і йде. Виявляється, цей кліп дивився по телевізору один з членів сім'ї Сімпсонів — син Бартман. Приходить його батько і вимикає телевізор. На цьому і закінчується кліп.

## Концертні виступи
Вперше Майкл заспівав пісню на концерті, присвяченому 10-річчю канала MTV у грудні 1991. Далі пісня увійшла у концертні програми його сольних турів Dangerous World Tour (1992—1993) і HIStory World Tour (1996—1997). Ще Джексон виконав пісню на 1995 MTV Awards. Наступного разу пісня прозвучала на двох концертах MJ and Friends у червні 1999. На двох концертах, присвячених 30-річчю сольної кар'єри співака у вересні 2001, Джексон також виконав «Black or White». Востаннє пісня прозвучала на благодійному концерті в театрі Аполло у квітні 2002. Майкл планував виконати пісню на турі This Is It (2009—2010), який скасували через смерть співака.